# Öxared
Öxared är ett naturreservat i Kungsbacka kommun i Halland.
Reservatet är en ädellövskog bestående av en bokskog med många gamla träd. I området finns många rödlistade arter. 